# Oxygène solide
L'oxygène solide désigne le dioxygène O2 refroidi en dessous de son point de congélation, soit 54,36 K (−218,79 °C) à pression atmosphérique. Comme l'oxygène liquide, il est d'apparence claire avec une légère teinte bleutée due à l'absorption de la lumière rouge (et non à la diffusion Rayleigh donnant la couleur bleue de l'atmosphère). Les molécules de dioxygène O2 sont particulièrement étudiées car elles comptent parmi les rares molécules dotées d'un moment magnétique et qu'elles en sont la plus simple représentation, étant diatomiques. Il en résulte que la structure cristalline de l'oxygène solide serait déterminée par le spin des molécules de dioxygène à travers leur moment magnétique. 

À très haute pression, supérieure à 96 GPa soit vers un million de bars, l'oxygène solide cesse d'être isolant pour devenir métallique et devient même supraconducteur aux très basses températures.

## Transitions de phase

Diagramme de phase de l’oxygène solide.

La structure de l'oxygène solide est étudiée depuis les années 1920 et six phases cristallines sont à présent décrites de façon certaine, :
1. phase α bleu clair à pression atmosphérique et à moins de −249,35 °C à cristaux monocliniques ;
2. phase β bleu pâle, à pression atmosphérique et moins de −229,35 °C à cristaux rhomboédriques (débute la conversion en tétraoxygène O4) à pression atmosphérique et température élevée) ;
3. phase γ rose à pression atmosphérique et moins de −218,79 °C à cristaux cubiques ;
4. phase δ orange à température ambiante sous une pression d'environ 9 GPa ;
5. phase ε rouge à noire, à température ambiante et pression supérieure à 10 GPa ;
6. phase ζ métallique sous une pression supérieure à 96 GPa.

L'oxygène commence par se solidifier à pression atmosphérique sous une phase dite « β » à cristaux rhomboédriques, puis, en augmentant la pression, connaît une transition en phase δ orange à 9 GPa et en phase ε rouge à 10 GPa ; la couleur rouge s'assombrit au fur et à mesure qu'on augmente la pression, jusqu'à devenir noire. En poursuivant la compression de la phase ε, une transition s'opère vers 96 GPa vers la phase ζ métallique.

## Structure de l'oxygène rouge
La transition de phase à 10 GPa s'accompagne d'une nette diminution de volume et d'un changement de couleur de l'orange bleuté[Quoi ?] au rouge profond. Cette phase ε a été découverte en 1979 mais sa structure est demeurée obscure. À partir de son spectre d'absorption infrarouge, on a émis l'hypothèse en 1999 qu'il pouvait s'agir de molécules de tétraoxygène O4 disposées dans un réseau cristallin. Il est apparu néanmoins en 2006 par diffractométrie de rayons X que cette phase ε est en fait constituée de molécules d'octaoxygène O8,. Cette structure n'avait pas été prédite, s'agissant d'un groupe O8 rhomboédrique de quatre molécules de dioxygène O2 :
|                                                |                                                       |
| Modèle d'une molécule O8 comme complexe (O2)4. | Arrangement cristallin de la phase ε (oxygène rouge). |

Les dimensions des complexes O8 à 11 GPa sont de :
- 120 pm pour les liaisons O=O des molécules de dioxygène O2 ;
- 234 pm pour les liaisons O2–O2 dans les tétramères (O2)4 ;
- 266 pm entre tétramères (O2)4.

L'oxygène rouge est une phase assez inhabituelle, en ce qu'elle a une couleur rouge très prononcée, une très forte absorption infrarouge et que ses propriétés magnétiques changent radicalement. Les études par diffractométrie de rayons X et spectrométrie ont révélé une symétrie monoclinique C2/m, tandis que sa forte absorption dans l'infrarouge a été attribuée à l'association des molécules de dioxygène O2 dans de grands complexes.

## Oxygène métallique
La phase ζ d'oxygène métallique apparaît au-delà de 96 GPa par compression de la phase ε d'oxygène rouge. Elle a été découverte en 1990 sous une pression de 132 GPa. Elle présente un éclat métallique et devient supraconductrice à basse température,.